# Shin'ichi Sato
Pour les articles homonymes, voir Sato.
Shin'ichi Satō (佐藤 真一, Satō Shin'ichi) est un peintre de compositions à personnages, et de paysages, japonais du XXe siècle, né le 8 décembre 1915 dans la préfecture d'Aichi et mort en février 1982.

## Biographie
À partir de 1923, alors qu'il n'a que huit ans, Shin'ichi Satō commence à se former aux techniques de la peinture à l'huile, sous la direction de Eiji Matsumoto. Même s'il commence à peindre très jeune, ça ne l'empêche aucunement de faire des études supérieures à l'Université de Kyoto à partir de 1937, tout en continuant la peinture avec Kunitaro Suda (1891-1961). Il est appelé dans l'armée pendant la guerre de 1941 à 1946. En 1951, il s'installe à Tokyo. Il part pour l'Europe en 1958, où il voyage pendant un an.
Il commence à exposer avec d'autres peintres de style occidental, dans la Région du Kansai, puis il présente ses œuvres à diverses expositions collectives, dont: Salons du groupe Nikakai ; à partir de 1947, expositions de l'Association Kōdō Bijutsu, où il reçoit un prix en 1949, et dont il devient membre en 1952; en 1958, au Salon de la Jeune Peinture à Paris ; puis le Concours Mizue, à l'Exposition Internationale de Peinture Figurative à Tokyo ; exposition des Jeunes Peintres pour le prix Yasui ; exposition itinérante d'œuvres japonaises contemporaine en Chine et en Russie ; en 1965 exposition de la Génération senchū au Musée d’art moderne de Kyoto.
Il fait depuis 1951 des expositions particulières quasi annuelles, à Tokyo et à Osaka.
On sent dans ses peintures figuratives l'influence du fauvisme dans les paysages, tandis que les personnages font plutôt penser aux Picasso de la période bleue.